# 森纳洛迪贾纳
森纳洛迪贾纳（義大利語：Senna Lodigiana），是意大利洛迪省的一个市镇。总面积26平方公里，人口2088人，人口密度80.3人/平方公里（2009年）。ISTAT代码为098053。